# Batalla del estrecho de Ormuz (1553)

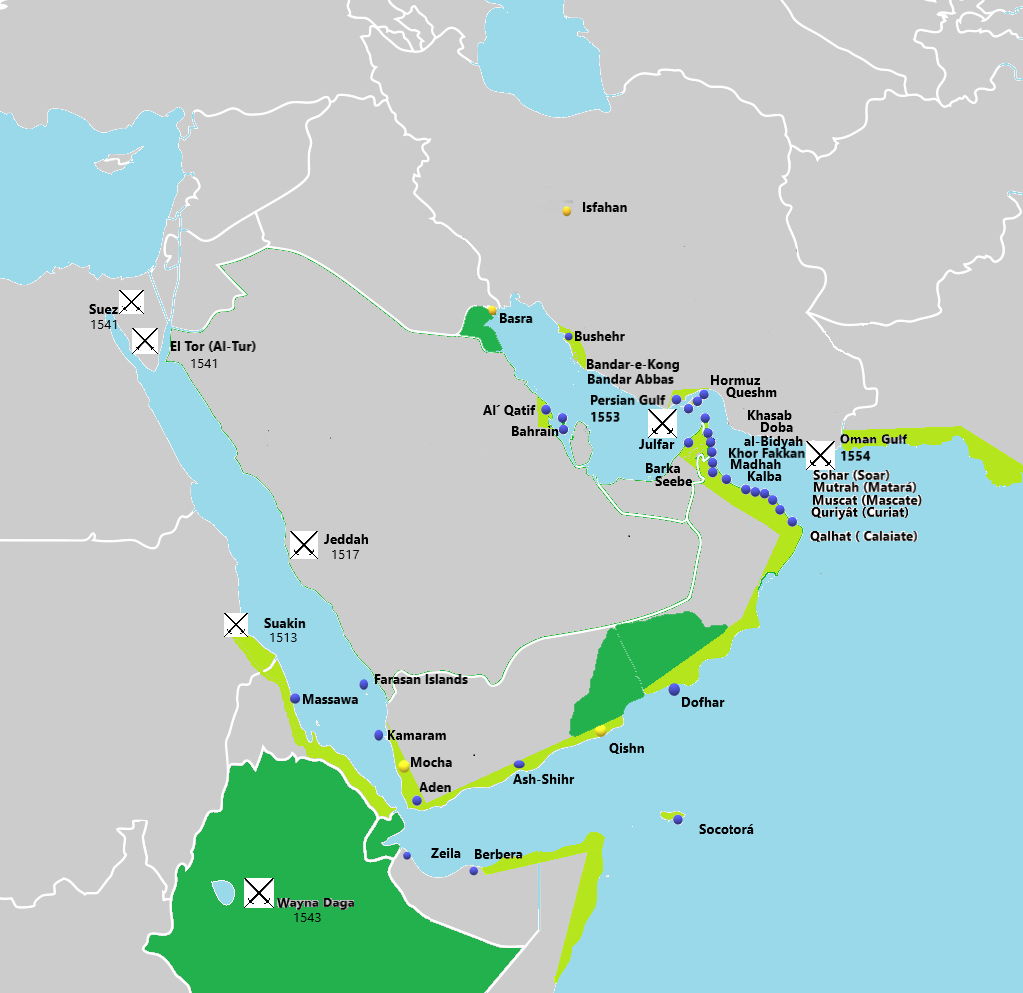
Portugueses en el golfo Pérsico y Mar Rojo.
Ligero Verde - Posesiones y ciudades principales.
Verde oscuro - Aliados o bajo influencia.
Amarillo - Fábricas principales.

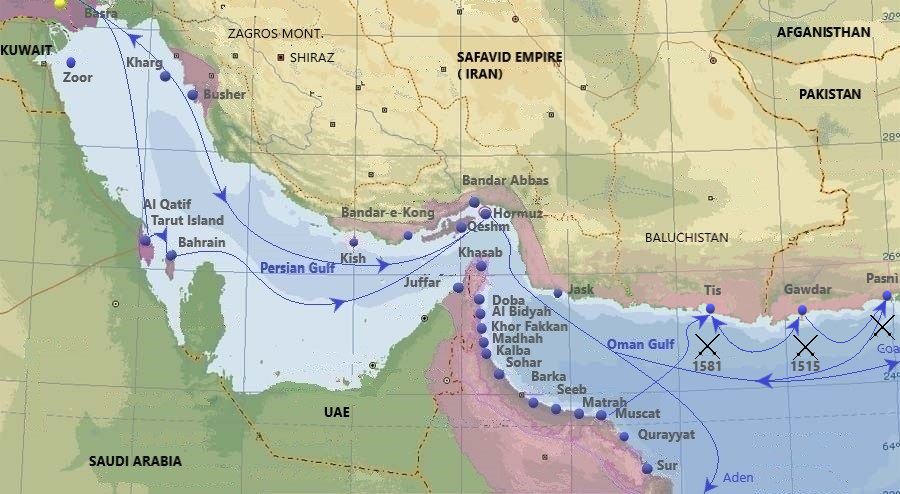
Morado - Portugueses en el golfo Pérsico en el y. Ciudades principales, puertos y rutas.

La batalla del estrecho de Ormuz fue librada en agosto de 1553 entre una flota otomana, mandada por el almirante Murat Reis contra una flota portuguesa de Dom Diogo de Noronha. Los turcos fueron forzados a retroceder después de chocar con los portugueses.

## Preludio
Después de que Piri Reis fuese ejecutado a finales de 1552, el sultán Suleiman el Magnífico lo reemplazó por Murat Reis, como "almirante de la flota otomana del océano Índico". Su misión era transferir 15 galeras estacionadas en Basora al Mar Rojo para protegerlo de forma sólida contra incursiones portuguesas. Una tarea de este tipo reclamaba aun así navegar a través del golfo Pérsico, estrechamente observado y fuertemente vigilado por los portugueses desde su base en Ormuz.
El  ataque contra Muscat y Ormuz por parte de Piri Reis' el año anterior había provocado una respuesta portuguesa desde Goa, en forma de 30 galeones y caravelas, 70 barcos de remo y 3000 soldados mandados por el Virrey en persona, Dom Afonso de Noronha. Estas fuerzas al final no fueron necesarias, pero aun así fueron enviados refuerzos considerable para asegurar Ormuz contra posibles ataques otomanos en un futuro próximo. El capitán portugués de Ormuz era entonces Dom António de Noronha, mientras que el capitán de mar de Ormuz era Dom Diogo de Noronha. Dom Diogo recibió más tarde el apoyo de la flotilla de Dom Pedro de Ataíde, quien acabó de regresar del bloqueo de la boca del Mar Rojo en aquel año.
En mayo de 1553, Dom Diogo se fue a la mar para patrullar en la proximidad de Cabo Musandam con su fuerza principal, mientras que dos barcos pequeños fueron enviados para vigilar los movimientos otomanos en Shatt al-Arab. Unos meses más tarde, los dos barcos regresaron con información de que Murat Reis había partido de Basora con 16 barcos y los siguió desde cerca en su viaje hacia el estrecho de Ormuz.

## La batalla

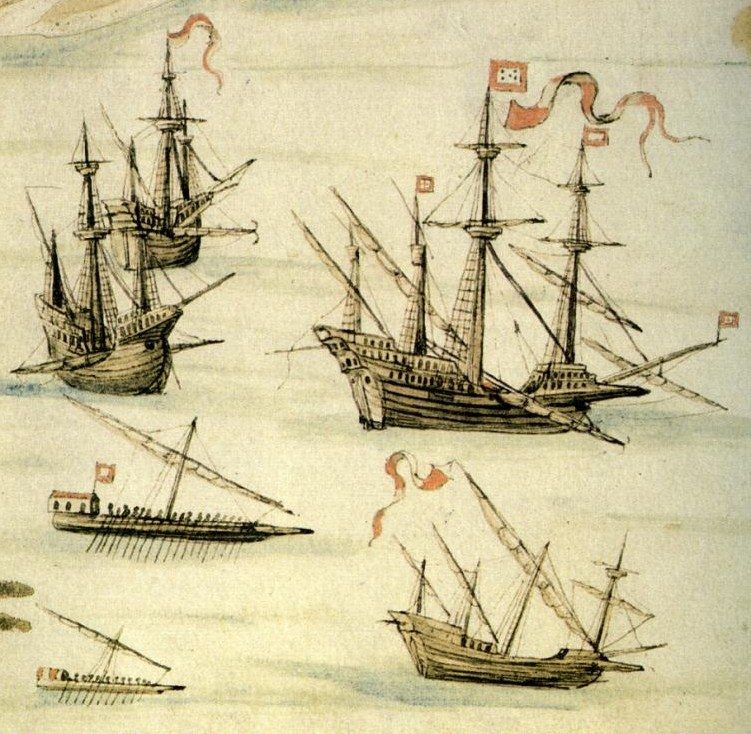
Los barcos portugueses utilizados en el océano Índico; carracks, galeones, caravelas cuadrados-aparejados, y barcos de remo de varias tallas

Los turcos navegaron en una columna cerca de la orilla, y, apenas ellos descubrieron la flota portuguesa, ellos intentaron atravesarlo en círculo alrededor del norte. Para permitir a los galeones y a las caravelas de guerra a disparar de lado, los portugueses formaron una línea – una táctica que en el futuro se convertiría en estándar de la guerra naval. Murat Reis demostró ser también hábil mandando sus galeras: teniendo una falta de artillería, él en cambio ordenó a todas sus galeras a virar a estribor al mismo tiempo, para permitir a las pistolas de arco a disparar  contra los portugueses antes de continuar rumbo. Una bola de cañón turco agujereó el barco de mando portugués bajo la línea de agua; en este momento crítico, el barco-maestro hizo una maniobra arriesgada: cambiando dirección hacia el viento, el galeón se inclinó, poniendo el agujero por encima de la línea de agua y permitiendo así a los carpinteros a taponarlo en medio de la batalla.
Hacia el fin de la mañana el viento cesó, dejando a los barcos portugueses y otomanos inmóviles, pero no a las galeras. Poseyendo él un carrack que no podía dejar atrás, Murat Reis tomó la oportunidad de rodear un galeón portugués aislado mandado por Gonçalo Pereira Marramaque. En las siguientes seis horas, la tripulación del galeón tuvo que resistir un bombardeo continuo, causando que sus mástiles cayesen por ello y desgarrando también sus castillos de proa y de popa. Aun así los turcos fueron incapaces de hundirlo solo por tiros, o acercarse a él para el combate. Al mismo tiempo las galeras turcas fueron acosadas por los puños portugueses, los cuales, siendo más débiles, no presionaron con el ataque.
Cuando el viento volvió, los galeones portugueses y caravelas de guerra una vez más cargaron contra las galeras turcas, y Murat Reis finalmente tuvo que retirarse tomando la ruta atrás hacia Basora a lo largo de la costa persa.

## Consecuencias
Viniendo a bordo del dañado galeón, Dom Diogo de Noronha aplaudió a su tripulación por su resistencia valiente – felicitando a los comandantes de ella al final, declarando que hicieron en todos los aspectos su deber como era esperado de ellos en su rango.
Gonçalo Pereira Marramaque fue remolcado hacia Ormuz por unos cuantos barcos de remo, mientras que Dom Diogo de Noronha navegó en persecución de las galeras turcas. Como el viento sopló de forma débil, Murat Reis consiguió una ventaja considerable y consiguió llegar a Basora sin incidentes en siete días, mientras que Dom Diogo regresó a Ormuz y Goa, dejando atrás a unos pocos barcos vigilando la boca del Shatt al-Arab.
Siguiendo este contratiempo, Murat Reis fue relevado del mando y reemplazado por Seydi Ali Reis, quién también intentaría una incursión a través del golfo Pérsico el año siguiente.